# Fairchild Beach
Fairchild Beach är en strand på nordöstra delen av ön Heard Island i Heard- och McDonaldöarna (Australien).